# Адміністративний поділ Андорри
Андорра в адміністративному відношенні поділена на 7 парафій (кат. parròquia). Остання, сьома паррокія — Ескальдес-Енгордань була утворена в 1978 році.
Деякі общини мають подальший територіальний поділ. Деякі поділяються на кат. quarts («чверті»):
- Ордіно — 5 чвертей: Сорнас (Sornàs), Ансалонга (Ansalonga), Ла Кортінада (la Cortinada), Ллордс (Llorts) і власне Ордіно.
- Ла-Массана — 7 чвертей: Пал (Pal), Арінсал (Arinsal), Ертс (Erts), Сімпоні (Sispony), Аніос (Anyós), л'Алдоса (l'Aldosa) і столиця Массана
- Сант-Жулія-де-Лорія — 5 чвертей: Кварт-де-Біксессаррі (Quart de Bixessarri), Кварт-д'Аіксірівалл (Quart d'Aixirivall), Кварт-д'Аувінія (Quart d'Auvinyà), Кварт-де-Фонтанеда (Quart de Fontaneda) і Кварт-де-Нагол (Quart de Nagol).

а Канільйо поділяється на {\displaystyle \geqslant 10} (кат. veïnats — «сусідства»), що відповідають селам, які є в інших общинах.

## Паррокії Андорри
| Прапор | Герб | Парафія | Парафія             | Площа, км² | Населення   | чол. на км² | Адміністративний центр | Сайт                                                                |
| Прапор | Герб | ZIP-код | Назва               | Площа, км² | Населення   | чол. на км² | Адміністративний центр | Сайт                                                                |
| ------ | ---- | ------- | ------------------- | ---------- | ----------- | ----------- | ---------------------- | ------------------------------------------------------------------- |
|        |      | AD500   | Андорра-ла-Велья    | 12(7)      | 23 587(1)   | 1965,58(1)  | Андорра-ла-Велья       | www.andorralavella.ad [Архівовано 13 січня 2019 у Wayback Machine.] |
|        |      | AD200   | Енкамп              | 84 (3)     | 13 225 (3)  | 157,44 (3)  | Енкамп                 | www.encamp.ad [Архівовано 13 лютого 1998 у Wayback Machine.]        |
|        |      | AD700   | Ескальдес-Енгордань | 30 (6)     | 16 078 (2)  | 535,93 (2)  | Ескальдес-Енгордань    | www.e-e.ad [Архівовано 28 березня 2010 у Wayback Machine.]          |
|        |      | AD100   | Канільйо            | 110 (1)    | 4 633 (6)   | 42,12 (6)   | Канільйо               | www.comucanillo.ad [Архівовано 8 вересня 2008 у Wayback Machine.]   |
|        |      | AD400   | Ла-Массана          | 61 (4)     | 9 276 (4)   | 152,07 (4)  | Ла-Массана             | www.lamassana.ad [Архівовано 16 червня 2019 у Wayback Machine.]     |
|        |      | AD300   | Ордіно              | 90 (2)     | 3 309 (7)   | 36,77 (7)   | Ордіно                 | www.ordino.ad [Архівовано 26 червня 2015 у Wayback Machine.]        |
|        |      | AD600   | Сант-Жулія-де-Лорія | 61 (5)     | 9 207 (5)   | 150,93 (5)  | Сант-Жулія-де-Лорія    | www.comusantjulia.ad [Архівовано 24 травня 2015 у Wayback Machine.] |
|        |      | AD      | Князівство Андорра  | 468(178)   | 81 222(203) | 174         | Андорра-ла-Велья       | www.govern.ad                                                       |